# Tahar Fennich
Pour les articles homonymes, voir Fennich.
Tahar Fennich de son nom complet Sidi Tahar Ben Abdelhaq Fennich est un Caïd, ambassadeur marocain du temps de Mohammed III à la cour française de 1777 à 1778 auprès de Louis XVI,. Il est aussi ambassadeur à la cour anglaise en 1773 auprès de George III. Tahar Fennich est le commandant de l'artillerie marocaine.

## Biographie
Tahar Fennich, né au sein d'une grande et ancienne famille de Salé d'origine andalouse, est le fils du puissant pacha de Salé Abdelhaq Fennich. Appartenant à une lignée de corsaires, sa famille a notamment tissé des relations extérieures que le sultan mit à son service. En 1777, il est désigné pour être ambassadeur aux Pays-Bas mais va finalement en France. Il arrive le 10 janvier 1778 à Paris et bénéficie d'une audience solennelle de la part de Louis XVI le 22 janvier de la même année ; il lui remet à cette occasion une lettre du sultan blâmant la mauvaise conduite de Louis de Chénier, consul à Salé. Son ambassade à Paris avait pour but de négocier à propos de l'échange des esclaves ; cette entreprise échoue car Tahar Fennich ne soutint pas suffisamment le sultan. En 1786, il est désigné pour discuter avec le consul Thomas Barclay à propos du traité maroco-américain.